# Płaszczyzna Campera

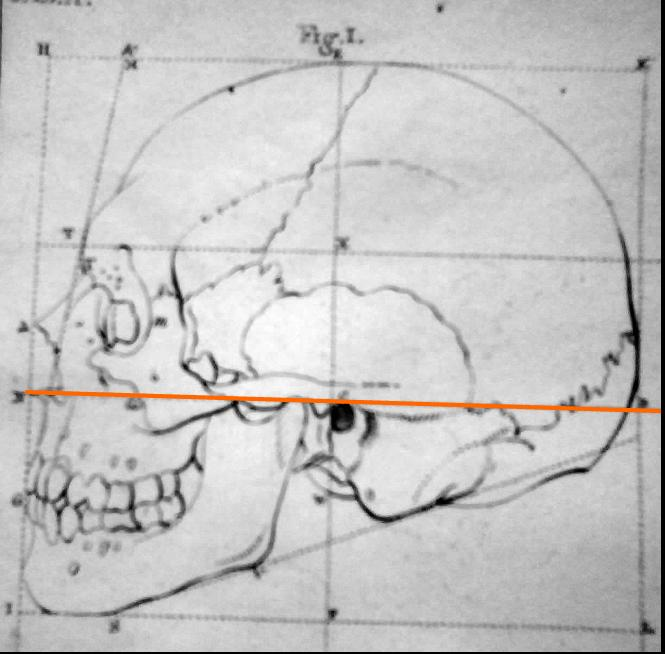
Boczny widok na powierzchnię czaszki. Płaszczyzna Campera zaznaczona czerwoną linią

Płaszczyzna Campera, linia Campera (uszno-nosowa) – w kraniometrii i stomatologii płaszczyzna lub linia orientacyjna w widoku z profilu. Jej nazwa wzięła się od nazwiska XVIII-wiecznego holenderskiego anatoma i filozofa, Petera Campera.
Według Campera płaszczyzna przechodząca przez powierzchnie żujące trzonowców i przedtrzonowców jest równoległa do płaszczyzny łączącej górny brzeg zewnętrznego kostnego otworu słuchowego zewnętrznego z dolnym brzegiem otworu gruszkowatego, co na powłokach twarzy pokrywa się z linią łączącą dolny brzeg skrzydełka nosa z dolnym brzegiem (wcięciem poniżej) dolnego skrawka ucha. Według Majewskiego linia ta łączy najwyższy punkt otworu słuchowego zewnętrznego (Porion) i kolec nosowy przedni (Spina nasalis anterior).
Kąt zawarty między nią a płaszczyzną frankfurcką wynosi ok. 10-15°.
Przyjmuje się, że jest równoległa do płaszczyzny okluzyjnej, co jest pomocne w odbudowie protetycznej. Podczas wykonawstwa protez zębowych do ustalania równoległości płaszczyzny okluzyjnej względem linii Campera służy tzw. płytka Foxa.